# 1984 en Ontario
Chronologie de l'Ontario
- 1980
- 1981
- 1982
- 1983
- 1984
- 1985
- 1986
- 1987
- 1988

Cette page concerne des événements d'actualité qui se sont produits durant l'année 1984 dans la province canadienne de l'Ontario.

## Politique
- Premier ministre :  Bill Davis du parti progressiste-conservateur de l'Ontario
- Chef de l'Opposition :
- Lieutenant-gouverneur :
- Législature :

## Naissances
- 6 janvier : André Benoit, joueur de hockey sur glace.

## Décès
- 9 février : William Earl Rowe, 8e chef du Parti conservateur de l'Ontario (1936-1938), député fédéral de Dufferin—Simcoe (1925-1963) et 20e lieutenant-gouverneur de l'Ontario (° 13 mai 1894).
- 26 mars : Bora Laskin, juge en chef de la Cour suprême du Canada (° 5 octobre 1912).
- 17 mai : Gordon Sinclair (en), journaliste, écrivain et commentateur (° 3 juin 1900).